# Megapomponia
Genre
Megapomponia est un genre d'insectes hémiptères de la famille des Cicadidae et de la sous-famille des Cicadinae. Ce genre rassemble les espèces de cigales les plus grandes au monde.

## Répartition
Les cigales du genre Megapomponia se rencontrent dans le sud-est asiatique depuis le Cambodge jusqu'à Bornéo.

## Description

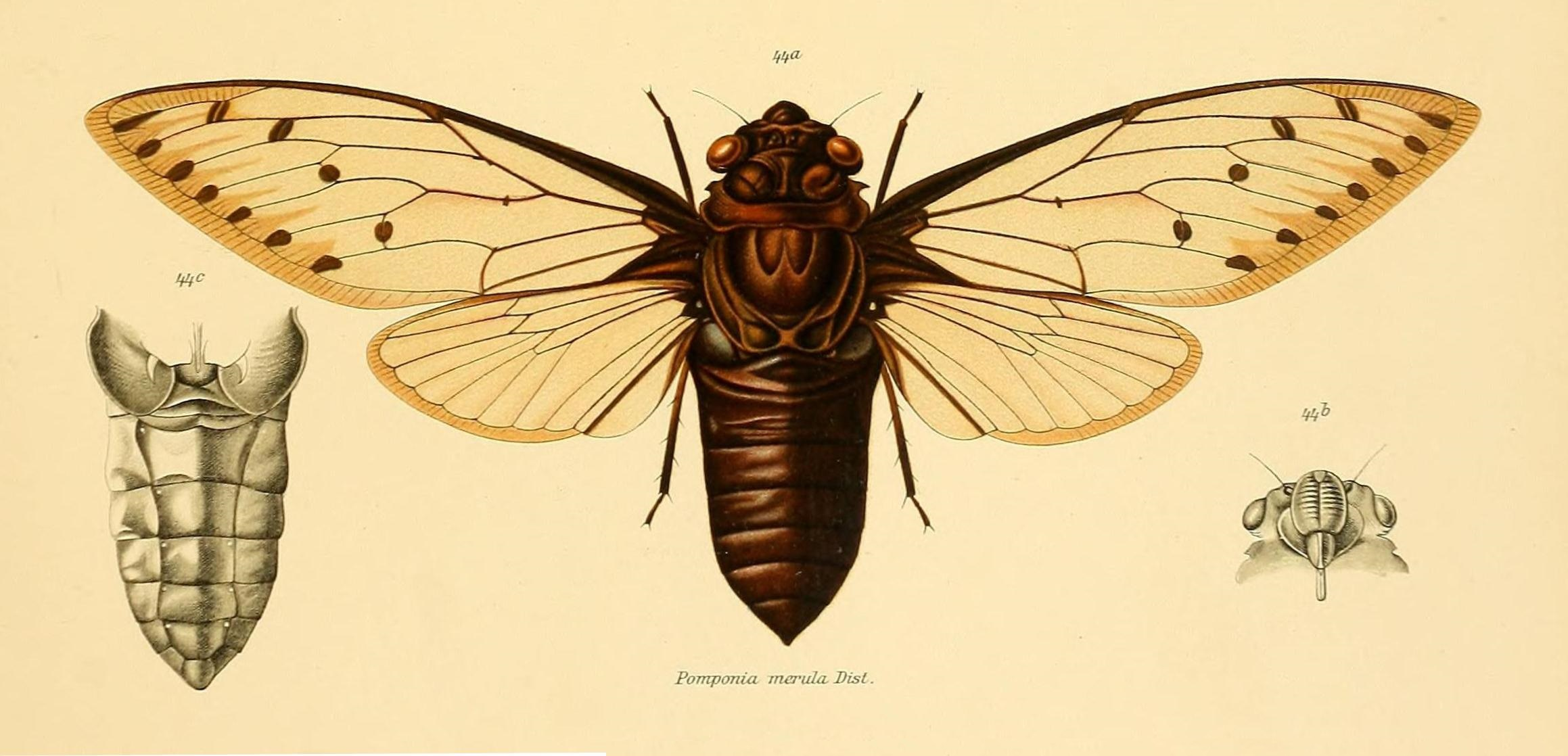
Megapomponia merula ♂

L'entomologiste français Michel Boulard a créé le genre Megapomponia pour y classer la plus grande espèce de cigale du monde, Megapomponia imperatoria (Westwood, 1842), qui possède un corps de plus de 70 mm et présente une envergure ailes déployées de plus de 200 mm, ainsi que des espèces similaires. Il a différencié ce genre des membres du genre Pomponia Stål, 1866 sensu stricto par les organes génitaux externes proportionnellement plus petits, plus spécifiquement le phallicophore.

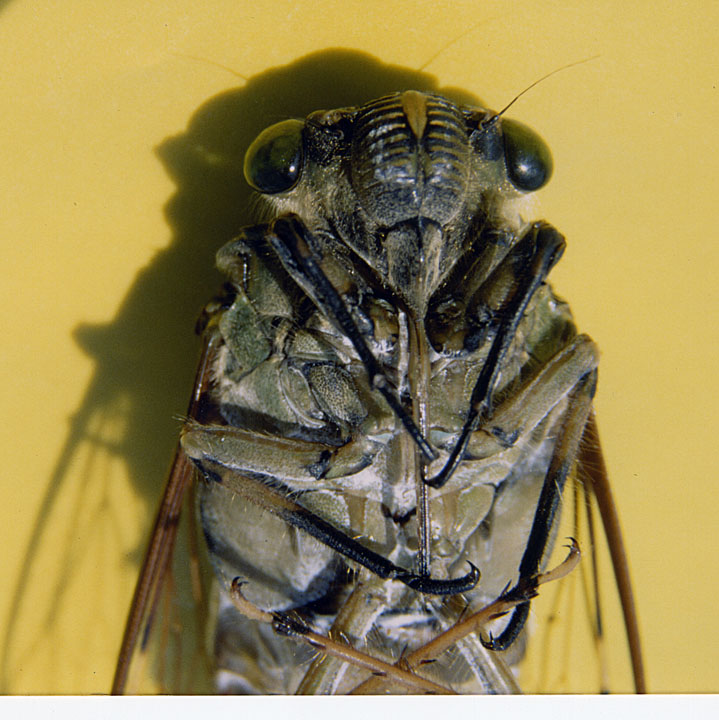
Vue ventrale

La partie latérale antérieure du collier pronotal est dentée. Chez le mâle, l'abdomen est cylindrique et beaucoup plus long que la distance de la tête à l'élévation cruciforme, et en vue dorsale, les cymbales sont cachées par les opercules. L'opercule, de forme triangulaire, s'étend légèrement au-delà de la marge postérieure de la seconde sternite. Les élytres présentent des marques sombres distinctes sur les nervures radiales, radio-médianes, médianes et médio-cubitales, ainsi qu'une série de points sur les marges subapicales et une région fumée le long de la marge arrière. Les cellules radiales sont plus courtes que la troisième cellule apicale. Les lobes unciformes sont fourchus, semi circulaires en vue latérale, avec des pointes arrondies. Les harpagones et les lobes supérieurs et basaux du pygophore sont absents.
La différentiation des différentes espèces du genre Megapomponia peut se faire par l'observation des marques noires figurant sur la partie dorsale de la tête et du thorax. Toutes possèdent une marque proche d'une forme de trident sur la partie centrale du mesonotum mais la position et la forme de points noirs sur le mesonotum et le collier pronotal permettent de les distinguer.

## Systématique

### Dénomination
Le genre Megapomponia a été décrit par l'entomologiste français Michel Boulard en 2005 avec pour espèce type Megapomponia imperatoria (Cicada imperatoria Westwood, 1842).

## Liste des espèces
Liste des 10 espèces du genre Megapomponia selon Catalogue of Life (6 août 2017) :
- Megapomponia atrotunicata Lee & Sanborn, 2010[4] - Cambodge[2]
- Megapomponia castanea Lee & Sanborn, 2010[4] - Birmanie[2]
- Megapomponia clamorigravis Boulard, 2005[1] - Thaïlande (sud)[2]
- Megapomponia foksnodi Boulard, 2010[6] - Thaïlande (nord)[2]
- Megapomponia imperatoria (Westwood, 1842)[7] - Malaisie (péninsule)[2]
- Megapomponia intermedia (Distant, 1905)[8] - Birmanie, Thaïlande et Indochine[2]
- Megapomponia macilenta Lee, 2012[2] - Vietnam[2]
- Megapomponia merula (Distant, 1905)[8] - Bornéo[2]
- Megapomponia pendleburyi (Boulard, 2001)[9] - Thaïlande (sud) et Malaisie (péninsule)[2]
- Megapomponia sitesi Sanborn & Lee, 2010[4] - Thaïlande (sud)[2]

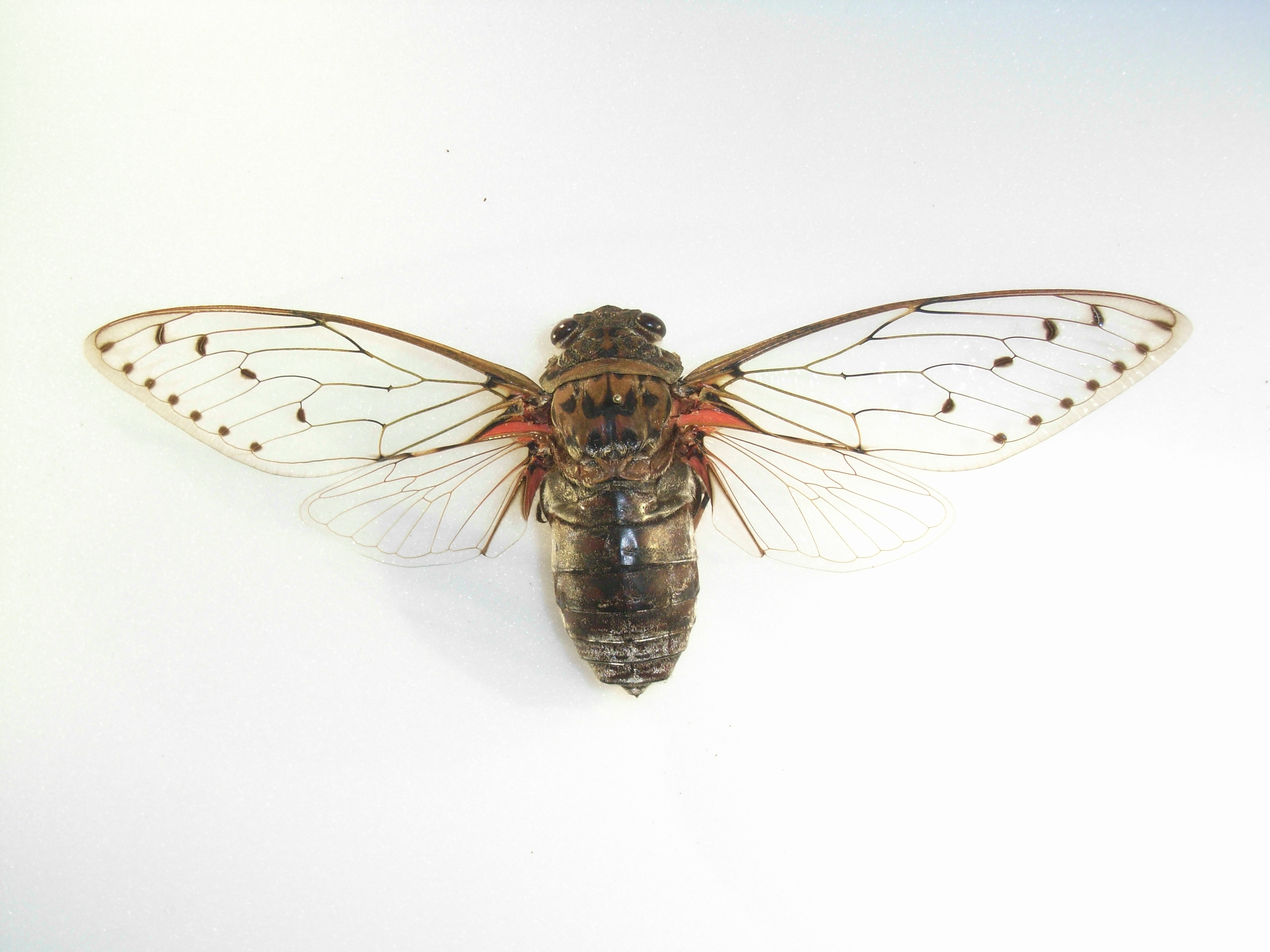
Megapomponia imperatoria
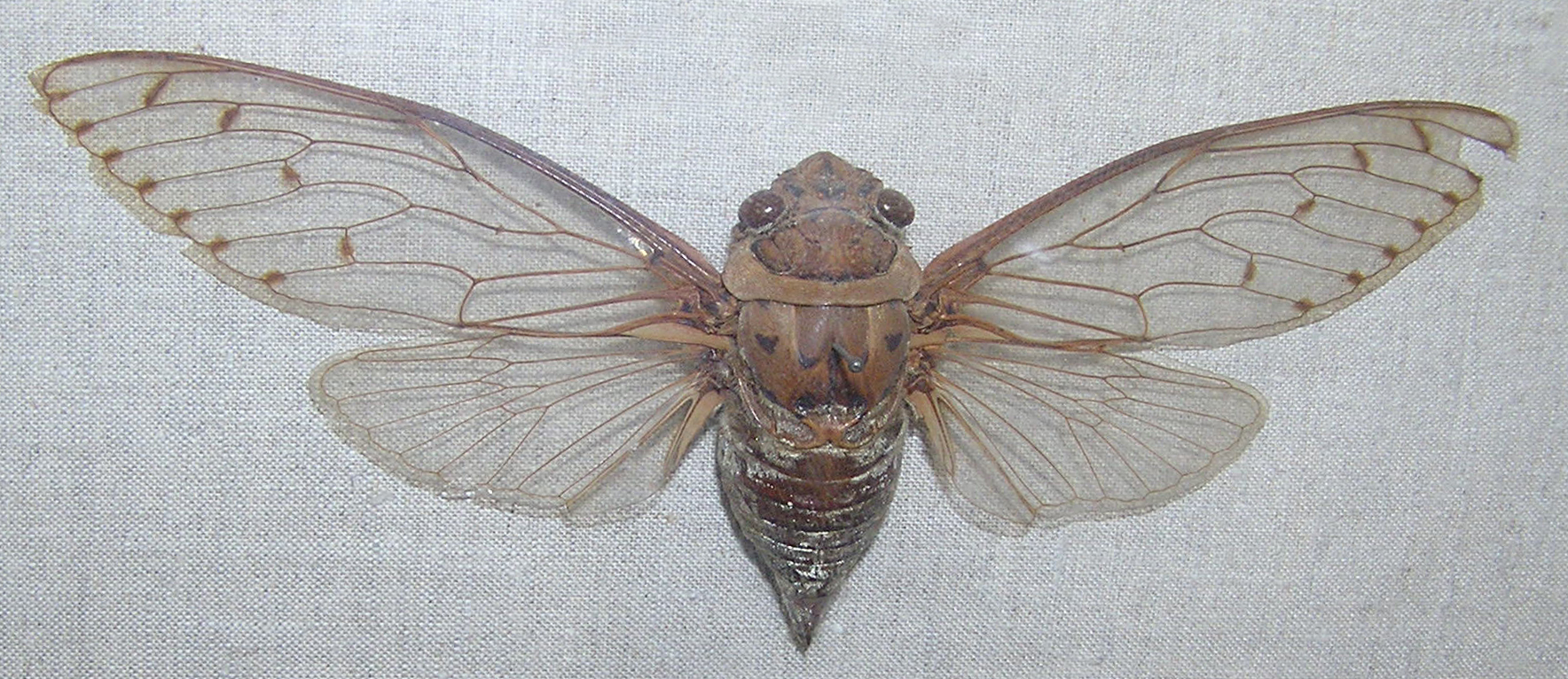
Megapomponia intermedia spécimen du Musée zoologique de Saint-Pétersbourg